# Laila St. Matthew-Daniel
Laila St. Matthew-Daniel (Lagos, 14 de febrero de 1953 ) es una ejecutiva, coach, oradora, autora, activista por los derechos de las mujeres y escritora nigeriana de origen libanés. 

## Trayectoria
Laila es la fundadora y presidenta de ACTS Generation GBV, una organización no gubernamental que combate la violencia contra las mujeres y las niñas y el abuso infantil en Nigeria. Ha convocado varias protestas por los derechos de las mujeres y las niñas, entre ellas la Masacre de Buni Yadi de febrero de 2014. También formó parte del grupo organizó la primera protesta contra el secuestro de las estudiantes de Chibok por el grupo terrorista Boko Haram. Ha organizado seminarios y talleres de sensibilización para empoderar a las mujeres en los temas de autodominio, autoconciencia y autoactualización.